# NBS1
NBS1（Nijmegen breakage syndrome 1）もしくはニブリン（nibrin、NBN）は、ヒトではNBN遺伝子にコードされるタンパク質である。

## 機能
NBS1は、ゲノムの重大な損傷となるDNA二本鎖切断の修復と関係するタンパク質である。754アミノ酸からなり、二本鎖切断修復を担うMRN複合体（MRE11/RAD50/NBS1）の構成要素として同定された。この複合体はDNA損傷を認識して迅速に二本鎖切断部位へ移動し、核内でfociを形成する。NBS1は、生理的要因や変異原への曝露によって生じたDNA二本鎖切断末端のプロセシングなど、MRN複合体活性の調節に関与している。

## DNA二本鎖切断応答
DNA二本鎖切断に対する細胞の応答は、損傷のセンサー、損傷修復のエフェクター、そしてシグナル伝達を介して行われる。中心的な役割は二本鎖切断シグナルカスケードを開始するATMによって担われ、ヒストンH2AXやNBS1など下流の基質のリン酸化が行われる。NBS1はFHA/BRCTドメインとリン酸化H2AXとの相互作用を介して二本鎖切断部位に移動する。MRE11とRAD50は、NBS1のC末端のMRE11結合ドメインとの相互作用によって細胞質から核へ、そして二本鎖切断部位へ移動し、最終的にMRN複合体として損傷部位にfociを形成する。
二本鎖切断は、B細胞やT細胞の初期発生過程のV(D)J組換えでも生じる。この過程は免疫系細胞の発生過程でに生じ、二本鎖切断はリンパ系細胞の発生に影響を与える。二本鎖切断は成熟B細胞のクラススイッチ過程でも生じる。しかしながら、二本鎖切断は電離放射線照射や放射線類似作用物質などの変異原によってより高頻度で引き起こされる。
二本鎖切断修復の欠陥を引き起こす変異が生じた場合には、二本鎖切断は未修復のまま蓄積する傾向がある。こうした変異の1つは、放射線高感受性疾患であるナイミーヘン染色体不安定症候群（NBS）と関係している。この疾患は染色体不安定性を示す常染色体劣性型希少遺伝疾患であり、NBN遺伝子のエクソン6から10に生じた変異によって、切り詰められたNBS1タンパク質が産生されるようになることが原因の1つである。NBSは、小頭症、特異な頭蓋、発達遅滞、性成熟不全、免疫不全/反復感染、がん易罹患性などで特徴づけられる。がん易罹患性は、リンパ系細胞の発生時に起きる二本鎖切断と関係している可能性がある。

## 生殖
NBN遺伝子にヘテロ接合型で2つのナンセンス変異を抱える2人の成人の姉妹が報告されており、この姉妹は放射線感受性、染色体不安定性、不妊の症状を示すが、他のNBS患者で一般的にみられる発生の欠陥はみられない。主に、体細胞分裂と減数分裂の双方において正確に二本鎖切断を修復する過程である、相同組換えに欠陥が生じているようである。
NBS1のオルソログはマウスやシロイヌナズナでも研究されている。NBS1変異マウスの細胞は放射線感受性を示し、メスのマウスは卵形成の欠陥のため不妊となる。シロイヌナズナでのNBS1変異体の研究からは、NBS1が減数分裂の初期段階の組換えに関与していることが明らかにされている。

## がんにおける過剰発現
NBS1はマイクロホモロジー媒介末端結合（MMEJ）による二本鎖切断修復に関与しており、このエラーが生じやすい経路に必要な6つの酵素のうちの1つである。NBS1は前立腺がん、肝臓がん、食道扁平上皮がん、非小細胞肺がん、肝細胞がん、頭頸部がん、口腔扁平上皮がんで過剰発現していることが多い。
がんではDNA修復遺伝子の発現の欠乏が非常に高頻度でみられる。生殖細胞系列におけるDNA修復遺伝子の変異による欠陥はがんのリスクを高めることが知られており（遺伝性腫瘍症候群、en:DNA repair-deficiency disorderも参照）、エピジェネティックな発現抑制も多くのがんで高頻度で観察される（en:DNA_repair#Frequencies_of_epimutations_in_DNA_repair_genesも参照）。一方で、がんにおけるDNA修復遺伝子の過剰発現は一般的ではない。通常、DNA修復酵素の発現の欠損は未修復のDNA損傷の増加をもたらし、複製のエラー（損傷乗り越え合成）によって変異、そしてがんにつながる。しかし、NBS1を介したMMEJによる修復はきわめて不正確であるため、NBS1の場合は過剰発現ではなく過剰発現の方ががんにつながっているようである。

## ヘルペスウイルス
HSV-1は50歳以上の成人の90％以上に感染している。アルファヘルペスウイルスは単独では宿主に軽度の症状を引き起こすのみであるが、こうしたウイルスが新たな種へ伝播した際には重篤な症状が引き起こされる場合がある。HSV-1は他の霊長類から感染したり、他の霊長類へ感染させたりする場合もあるが、霊長類間の進化的差異のため、種間でHSV-1を伝播することができるのは一部の種のみである。ヒトから他の霊長類へのHSV-1の伝播は生じうるものの、定常的な伝播による持続的な伝播の連鎖の存在は知られていない。霊長類のMRN複合体の中ではNBS1が最も多様化し、また高度の種特異性が存在しており、HSV-1の生活環の差異の原因となっていることが研究から示されている。この研究では、NBS1の構造的にディスオーダーした領域がHSV-1のICP0タンパク質と相互作用することが示されている。一般的に、ウイルスは宿主タンパク質の天然変性領域と相互作用することが多い。NBS1のディスオーダー領域の迅速な進化と増大は、ウイルスによるICP0との相互作用を介した乗っ取りを低下させる利点がある。このような形で迅速な進化が生じたタンパク質はNBS1以外にも存在する可能性がある。
HSV-1の感染に伴って、NBS1はリン酸化が引き起こされることが示されている。HSV-1が感染した場合、核は再構成されてreplication compartmentが形成され、ウイルスの遺伝子発現とDNA複製はそこで行われる。ウイルスの産生には、宿主のDNA修復や損傷応答タンパク質が必要である。ウイルスの一本鎖DNA結合タンパク質であるICP8は、RAD50、MRE11、BRG1、DNA-PKcsなど、いくつかのDNA修復タンパク質と相互作用することが知られている。ウイルスタンパク質UL12とICP8はリコンビナーゼとして共に機能し、おそらく宿主の組換え因子と協働しながら、相同組換えを刺激してコンカテマーを形成する機能を果たしていると考えられる。HSV-1によるMRN複合体とATMカスケードの活性化は、HSV-1感染における相同組換えの役割と一致している。これらのタンパク質はMRN複合体をウイルスゲノムへ移動させて相同組換えを促進し、抗ウイルス効果を有する場合がある非相同組換えを阻害している可能性がある。このことは、UL12とMRN複合体の間の反応によって、MRN複合体がヘルペスウイルスに有利となるよう調節されていることを示している可能性がある。

## 相互作用
NBS1は次に挙げる因子と相互作用することが示されている。
- ATM[24][25]
- BRCA1[24][26][27]
- H2AX[28]
- MRE11[24][29][30][31][32]
- RAD50[24][29][30][32]
- TERF2（英語版）[33]

## 関連文献
- “NBS1 and its functional role in the DNA damage response.”. DNA Repair (Amst.) 3 (8–9):  855–61. (2005). doi:10.1016/j.dnarep.2004.03.023. PMID 15279770.
- “Nijmegen breakage syndrome: clinical manifestation of defective response to DNA double-strand breaks”. DNA Repair (Amst.) 3 (8–9):  1207–17. (2005). doi:10.1016/j.dnarep.2004.03.004. PMID 15279809.
- “Nijmegen breakage syndrome and DNA double strand break repair by NBS1 complex”. Adv. Biophys. 38:  65–80. (2004). doi:10.1016/S0065-227X(04)80076-5. PMID 15493328.
- “The role of NBS1 in DNA double strand break repair, telomere stability, and cell cycle checkpoint control”. Cell Res. 16 (1):  45–54. (2006). doi:10.1038/sj.cr.7310007. PMID 16467875.